# Les Trois Mousquetaires (film, 1935)

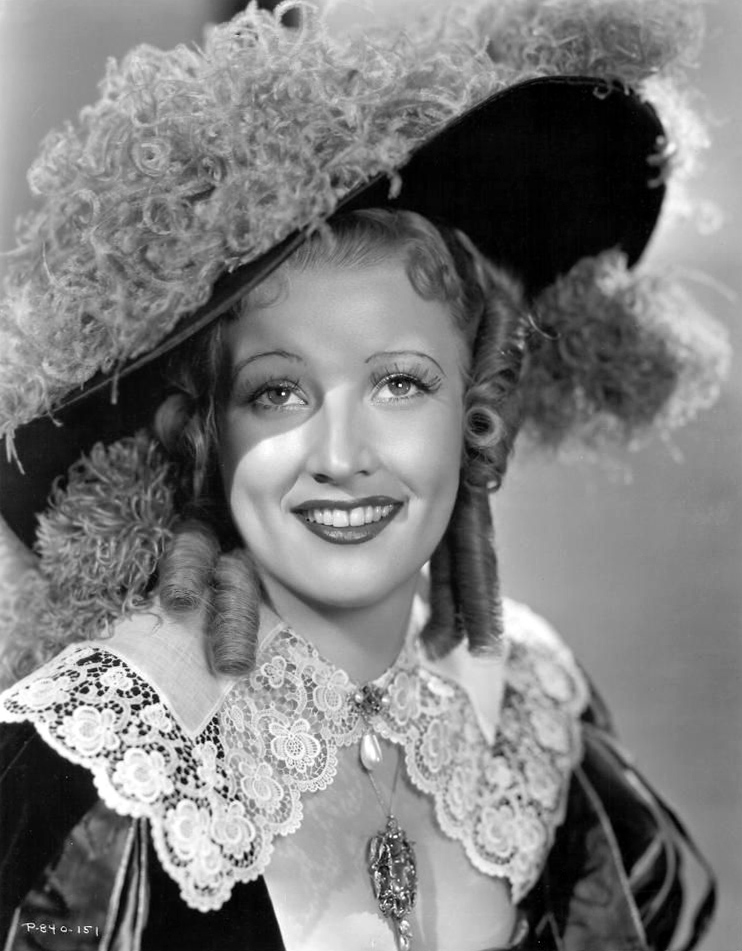
Margot Grahame
(photo promotionnelle)

Pour les articles homonymes, voir Les Trois Mousquetaires et Les Trois Mousquetaires (homonymie).
Pour plus de détails, voir Fiche technique et Distribution.
Les Trois Mousquetaires (The Three Musketeers) est un film américain réalisé par Rowland V. Lee et Otto Brower, sorti en 1935.

## Fiche technique
- Titre : Les Trois Mousquetaires
- Titre original : The Three Musketeers
- Réalisateurs : Rowland V. Lee et Otto Brower (scènes de poursuite)
- Scénario : Rowland V. Lee et Dudley Nichols, d'après le roman éponyme d'Alexandre Dumas
- Musique : Max Steiner (également direction musicale)
- Photographie : J. Peverell Marley (crédité Peverell Marley)
- Direction artistique : Van Nest Polglase et Carroll Clark (associé)
- Décors de plateau : Thomas Little
- Costumes : Walter Plunkett
- Montage : George Hively
- Production : Cliff Reid, pour la RKO Pictures
- Langue originale : anglais
- Genre : film de cape et d'épée, film d'aventure
- Format : noir et blanc
- Durée : 96 minutes
- Date de sortie :
  - États-Unis : 1er novembre 1935
  - France : 1945

## Distribution
- Walter Abel : D'Artagnan
- Ian Keith : le Comte de Rochefort
- Margot Grahame : Milady de Winter
- Paul Lukas : Athos
- Moroni Olsen : Porthos
- Onslow Stevens : Aramis
- Heather Angel : Constance Bonacieux
- Rosamond Pinchot : la reine Anne
- John Qualen : Planchet
- Murray Kinnell : Bernajou
- Nigel De Brulier : le Cardinal Richelieu
- Lumsden Hare : le Capitaine de Treville
- Miles Mander : le roi Louis XIII
- Ralph Forbes : le Duc de Buckingham
- Lucille Ball : figurante (rôle indéterminé, non créditée)
- Lionel Belmore : Propriétaire de l'auberge « King and Peasant » (non crédité)